# Grand Island (Nueva York)
Grand Island es una ciudad del Estado de Nueva York, Estados Unidos. Según el censo de 2000, la población ascendía a 18 621 habitantes. Está ubicada en la isla homónima, que es la mayor del río Niágara.
La ciudad se encuentra cerca de Búfalo, al noroeste del estado, junto a la frontera con la provincia canadiense de Ontario.

## Historia
En el siglo XVII la isla estaba habitada por la nación Seneca, la cual había expulsado a los indios Attawandaron.
En 1764 la isla empezó a formar parte de las colonias británicas tras la guerra franco-india.
Grand Island fue comprada por el Estado de Nueva York junto con otras pequeñas islas del río Niágara a los Iroquis. Desde 1852 Grand Island formaba parte de la ciudad de Tonawanda. Durante los últimos años del siglo XX la nación Seneca reclamó sus tierras acudiendo a distintos antiguos tratados americanos.

## Geografía
La ciudad se encuentra completamente en la isla Grand Island, en el río Niágara, el cual es frontera natural entre Canadá y Estados Unidos. Se encuentra a escasos kilómetros de las Cataratas del Niágara.